# Joselo (actor)
José Manuel Díaz Márquez (Barbacoas, Estado Aragua, Venezuela, 27 de septiembre de 1936 - Caracas, 5 de enero de 2013), más conocido por su seudónimo Joselo, fue un actor, cantante y comediante venezolano, hermano menor del cantautor y músico, Simón Díaz.

## Biografía
Nació el 27 de septiembre de 1936 en la población de Barbacoas, Estado Aragua, sus padres Juan Díaz y María Márquez de Díaz ambos maestros, tuvieron 8 hijos entre ellos José Díaz  "Joselo" y el reconocido músico y cantante Simón Díaz, sus padres se trasladan a Caracas, donde Joselo realiza distintos trabajo como repartidor, sin embargo demostraba un talento artístico innato,  y en 1960 por la amistad que mantenía en la Facultad de Arquitectura de la Universidad Central de Venezuela se acerca a la Radio y la Televisión , luego de una visita que realizó Tito Martínez del Box , fue presentando junto a otros talentos de dicha facultad en un espacio del programa El Show de las doce de Victor Saume en Radio Caracas Radio el célebre espacio llamado "La cruzada del buen humor" Radio Rochela, su talento recibió gran acogida por el público oyente que iniciaría su exitosa carrera  humorística,  y en el campo musical junto con Simón Díaz,  interpretando "Las Gaitas de Joselo y Simón" trabajo que realizaron bajo la producción de Hugo Blanco, muy populares en las navidades venezolanas desde los años 1978 a 1989.
Durante años condujo y actuó para la televisión en su propio programa humorístico denominado "El Show de Joselo", transmitido por RCTV (1964-1970; 1981) y posteriormente Venevisión (1972-1979; 1982-1993). Más adelante actuó en los programas cómicos "Estrella de Hojalata" y "Joselo, siempre Joselo", ambos de Venezolana de Televisión y que duraron poco tiempo al aire por baja sintonía. Entre 1971 y 1972 realizó el programa "Diviértase con Joselo" en el canal Cadena Venezolana de Televisión. el actor se caracterizó por atraer el público de distintas edades, con humor sano tocó en muchos sketch temas sociales, realizó  parodias  de la política de entonces, y por su lenguaje sencillo y alegre tuvo arraigo en la población  infantil de la época.
Igualmente incursionó en el mundo del cine protagonizando películas en México ("Un extraño en casa", 1968), ("Operación Carambola") y Venezuela ("El reconcomio", "El gobernador" y "Pa' mí tú estás loco" entre otras). Contrajo matrimonio con Mary Soliani, actriz de telenovelas y películas en los años 70. Cabe destacar la participación especial de ambos en el unitario infantil La Cucarachita Martínez y el Ratón Pérez, transmitido por Venevisión el 25 de diciembre de 1982 que fue una adaptación para televisión del cuento homónimo.

## Filmografía
| Año  | Título                | Director                  | Nota |
| ---- | --------------------- | ------------------------- | --- |
| 1964 | El raspado            | René Cardona Jr           | Con las actuaciones de las actrices Hermelinda Alvarado, Sonia Infante y Marina Baura. |
| 1965 | Yo, el gobernador     | René Cardona Jr           | Con las actuaciones de las actrices Marina Baura y Rosa María Vázquez. |
| 1968 | Un extraño en la casa | Alfredo y Miguel Zacarías | Con las actuaciones de las actrices Evita Muñíz "Evita", Rosenda Monteros y Ofelia Montesco. |
| 1968 | Operación carambola   | Alfredo Zacarías          | Realizada en México bajo el guion y la actuación de Roberto Gómez Bolaños "Chespirito", junto a Gaspar Henaine "Capulina", Alfonso Arau, Alicia Bonet y Amedee Chabot.                                     |
| 1968 | El reportero          | Rafael Baledón            | Trabajó junto a su hermano Simón Díaz, en esta película protagonizada por el animador de TV y comediante Amador Bendayán.                                                                                  |
| 1978 | Pa' mí tú estás loco  | César Cortéz Rivas        | Con las actuaciones de Hilda Carrero, Napoleón Deffit, Guillermo González, Germán Freytes, Ángel Acosta, Orlando Urdaneta, Chelo Rodríguez, Toco Gómez, Margot Pareja, Héctor Mayerston y Germán Regalado. |
| 1979 | El reconcomio         | Alfredo Lugo              | Con las actuaciones de Napoleón Deffit y Olimpia Maldonado. |

### Series de Televisión
| Año  | Título                                   | Director       | Productora | Nota |
| ---- | ---------------------------------------- | -------------- | ---------- | --- |
| 1979 | Drácula                                  |                | Venevisión | versión cómica de la novela de Bram Stoker, con la actuación de Héctor Myerston , Helena Farías, Martín Lantigua, Cristina Reyes y Joselo |
| 1982 | La Cucarachita Martínez y el Ratón Pérez | Miguel Quevedo | Venevisión | Junto a Mary Soliani |
| 1992 | Mi marido tiene novia                    |                | Venevisión | Dentro del espacio Noche de Comedia |

## Programas de televisión

### El Show de Joselo
| Año       | televisora                                                             |
| --------- | ---------------------------------------------------------------------- |
| 1964-1970 | RCTV                                                                   |
| 1972-1979 | Venevisión (como El Show de Joselo y Simón, con su hermano Simón Díaz) |
| 1981      | RCTV                                                                   |
| 1982-1993 | Venevisión                                                             |

### Otros Programas
| Año       | Programa                | televisora                                              |
| --------- | ----------------------- | ------------------------------------------------------- |
| 1960-1964 | Radio Rochela           | RCTV (en sus inicios, más tarde como invitado especial) |
| 1971-1972 | Diviértase con Joselo   | Cadena Venezolana de Televisión                         |
| 1994-1995 | El Nuevo Show De Joselo | Venevision                                              |
| 1996      | Estrella de Hojalata    | Venezolana de Televisión                                |
| 1997-1998 | Joselo, siempre Joselo  | Venezolana de Televisión                                |

### Programas de radio
| Año       | Programa                           | Radiodifusora       |
| --------- | ---------------------------------- | ------------------- |
| 1960      | Radio Rochela                      | Radio Caracas Radio |
| 1970-1983 | Media hora con Joselo y Simón Díaz | Radio Rumbos        |

## Discografía
| Año       | disco                                            |
| --------- | ------------------------------------------------ |
| 1974      | Joselo con Maracaibo 15                          |
| 1988      | Las Gaitas de Joselo y Hugo Blanco con Danielita |
| 1972-1978 | Las gaitas de Joselo y Simón                     |

## Telenovelas
- Marisela (telenovela)
- Leonela (telenovela)
- María José (telenovela de 1994)
- Mariela (telenovela de 1996)
- El Amor de Raúl

## Fallecimiento
Murió en Caracas, a la edad de 76 años, el 5 de enero de 2013 por problemas hepáticos.

## Condecoraciones
El día 6 de enero de 2013, el entonces vicepresidente ejecutivo de Venezuela, Nicolás Maduro, condecoró a José Díaz con la Orden Francisco de Miranda en su primera clase, como reconocimiento post mortem.